# M247 Sergeant York

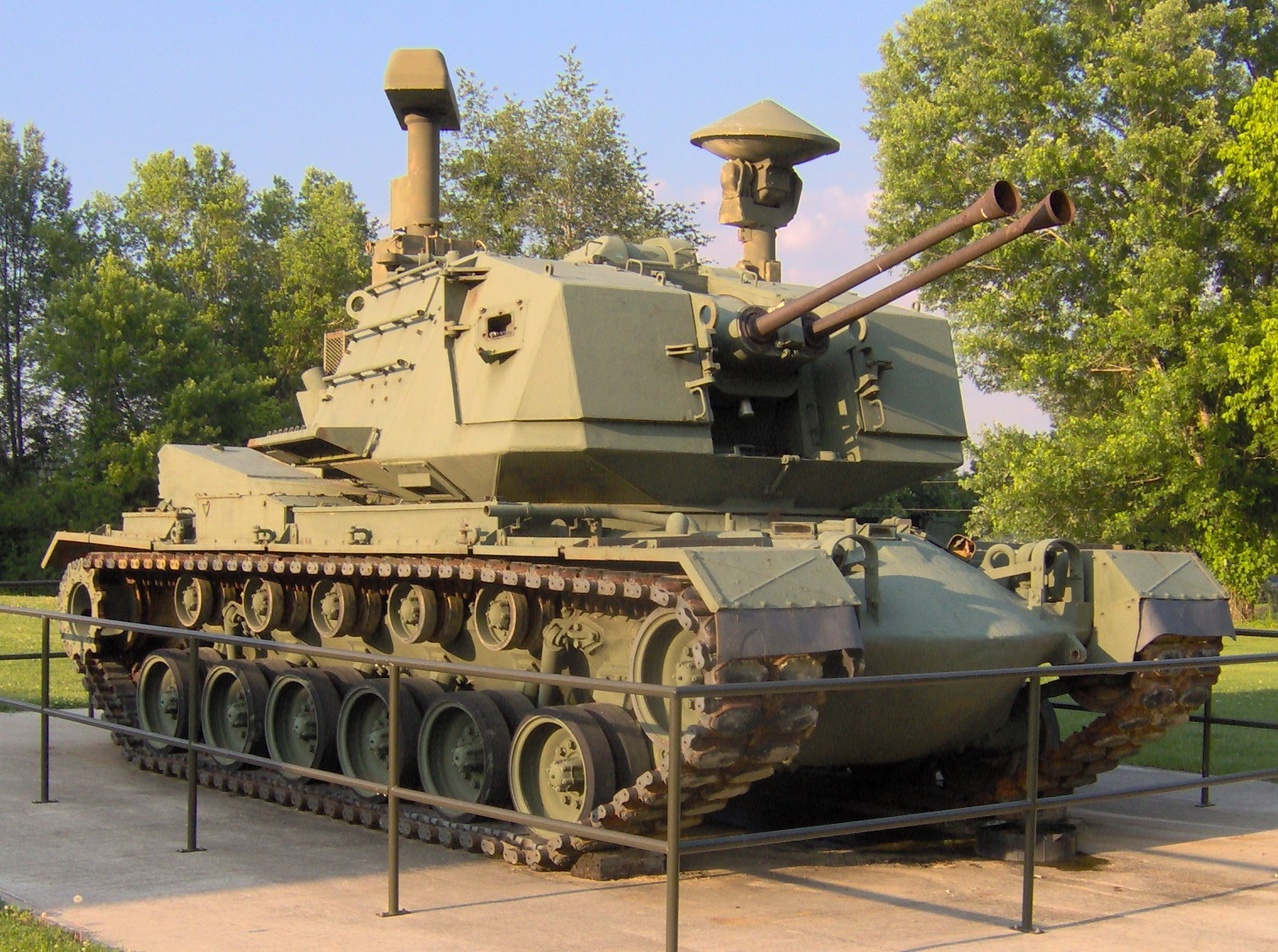
M247 Sergeant York exposé au Parc historique d'État Sgt. Alvin C. York.

Le M247 Sergeant York est un projet de véhicule d'artillerie sol-air destiné à la lutte antiaérienne, développé a partir de 1978 pour l'armée américaine par Ford Aerospace (en). Basé sur le M48 Patton, il comporte un radar et deux canons automatiques Bofors 40 mm à la place de sa tourelle. Le véhicule est nommé d'après le sergent Alvin Cullum York, héros américain de la Première Guerre mondiale.

## Description
Le Sergeant York était destiné à combattre aux côtés des M1 Abrams et M2Bradley dans l'armée de terre des États-Unis, dans un rôle similaire au ZSU-23-4 soviétique et au Flakpanzer Gepard ouest-allemand. Il devait remplacer le M163 VADS et le MIM-72 Chaparral introduits lors des difficultés de développement du MIM-46 Mauler.
Malgré l'utilisation de nombreuses technologies « prises sur étagère » destinées à permettre un déploiement rapide et un développement à faible coût, une série de problèmes techniques et des dépassements de coûts ont entraîné l'annulation du projet en 1985. Cinquante exemplaires sont construits.